# Ganglioplegico
Un gangliplegico, o bloccante gangliare, è un farmaco o qualsiasi sostanza in grado di bloccare la trasmissione postgangliare, agendo sui recettori nicotinici localizzati a livello gangliare.
Poiché i ganglioplegici inibiscono sia il sistema parasimpatico sia il simpatico, gli effetti dipendono dal tono dominante nei vari organi.
Il sistema di inibizione della trasmissione postgangliare è basato principalmente sull'utilizzo di antagonisti nicotinici.
Esempi di questi farmaci sono: esametonio, pentolinio, mecamilamina, trimetafano, pempidina, benzoesonio, clorisondamina e pentamina.

## Usi
I ganglioplegici sono sempre meno usati a causa dei loro effetti collaterali, e poiché sono disponibili farmaci più selettivi. Sono tuttavia ancora usati in situazioni di emergenza, ad esempio nella dissecazione aortica.

## Effetti collaterali
Tra i vari effetti collaterali si segnalano:
- Cardiovascolari: Ipotensione ortostatica (o posturale), Tachicardia
- Digerente: secchezza delle fauci, atonia gastrointestinale, ritenzione di urina e problemi digestivi
- Disfunzioni sessuali: impotenza maschile